# Jolande van der Meer
Johanna Emerentia „Jolande“ van der Meer, nach Heirat Jolande Solomon, (* 18. November 1964 in Delft) ist eine ehemalige niederländische Schwimmerin. Sie gewann eine Bronzemedaille bei Weltmeisterschaften sowie je eine Silber- und Bronzemedaille bei Europameisterschaften.

## Sportliche Karriere
Die internationale Karriere von Jolande van der Meer begann bei den Schwimmeuropameisterschaften 1981 in Split. Sie belegte den siebten Platz über 400 Meter Freistil und den fünften Platz über 800 Meter Freistil. Im Jahr darauf erreichte sie auch bei den Schwimmweltmeisterschaften 1982 in Guayaquil beide Endläufe. Sie wurde Fünfte über 400 Meter Freistil und Sechste über 800 Meter Freistil. Bei den Europameisterschaften 1983 in Rom schlug Jolande van der Meer über 400 Meter als Sechste an. Über 800 Meter Freistil wurde sie Vierte mit 0,33 Sekunden Rückstand auf die drittplatzierte Britin Sarah Hardcastle. Die niederländische 4-mal-200-Meter-Freistilstaffel mit Annemarie Verstappen, Jolande van der Meer, Reggie de Jong und Conny van Bentum gewann die Bronzemedaille hinter den Staffeln aus der DDR und der BRD.
Ein Jahr später bei den Olympischen Spielen 1984 in Los Angeles wurde Jolande van der Meer zunächst Sechste über 400 Meter Freistil. Drei Tage später belegte sie auch über 800 Meter Freistil den sechsten Platz. 1985 bei den Europameisterschaften in Sofia wurde Jolande van der Meer Achte über 800 Meter Freistil. Die 4-mal-200-Meter-Freistilstaffel mit Jolande van der Meer, Ilse Oegema, Mildred Muis und Conny van Bentum gewann die Silbermedaille hinter der Staffel aus der DDR. Bei den Weltmeisterschaften 1986 in Barcelona erreichte Jolande van der Meer den siebten Platz über 800 Meter Freistil und verfehlte über 400 Meter Freistil den Finaleinzug. Die niederländische 4-mal-200-Meter-Freistilstaffel mit Annemarie Verstappen, Jolande van der Meer, Mildred Muis und Conny van Bentum gewann die Bronzemedaille hinter den Staffeln aus der DDR und den Vereinigten Staaten.